# Isidoro Martín
Isidoro Martín Martínez (Albacete, 24 de septiembre de 1909-Madrid, 3 de agosto de 1990) fue un jurista español, miembro de la Asociación Católica de Propagandistas, catedrático de Derecho Romano y Canónico, director del Colegio Mayor San Pablo y rector de la Universidad Complutense de Madrid.

## Biografía
Nació en Albacete el 24 de septiembre de 1909. Su padre era Isidoro Martín Rivero, de 43 años, empleado, natural de Olías del Rey (Toledo), y su madre Josefa Martínez Guardiola, de 30 años, natural de Jumilla (Murcia). Estudió en los Maristas de Murcia. Se licenció en Derecho en la Universidad de Murcia en 1930 y se doctoró en la Universidad de Bolonia en 1935.
En 1932 fue uno de los redactores del periódico El Debate y formó parte del primer claustro de profesores del Centro de Estudios Universitarios (CEU) puesto en marcha durante enero de 1933 siendo Federico Salmón Amorín su primer rector.
Trabajó como profesor en la Universidad de Murcia entre 1931 y 1939. En 1940 obtuvo la cátedra de Derecho Romano en la Universidad de Santiago de Compostela, aunque fue agregado casi inmediatamente a Murcia. Ya en 1942 pasó por traslado a la Universidad de Murcia.
En 1941 fue nombrado secretario de la Sección de Universidades y Alta Cultura del Consejo Nacional de Educación. Este cargo ilustra su cercanía al ministro José Ibáñez Martín, con quien colaboró en la redacción del decreto de colegios mayores (1942), instituciones con las que se quería educar mejor, de acuerdo con el ideal de la derecha católica española, a los estudiantes universitarios. Martín Martínez fue también en estos años director del Colegio Mayor Cardenal Belluga de Murcia (1940-1949).
A partir de 1949, se trasladó a Madrid para dirigir el Colegio Mayor de San Pablo de la Asociación Católica Nacional de Propagandistas, donde permaneció hasta 1957.
Se licenció en Derecho Canónico en la Universidad de Salamanca en 1950 y fue nombrado al mismo tiempo catedrático de Derecho Canónico de la Universidad de Salamanca. En 1959 se convirtió en catedrático de Derecho Canónico y secretario general de la Universidad Complutense de Madrid y en 1962 comisario general de Protección Escolar y Asistencia Social. Ocupó el cargo de rector en la Universidad Complutense de Madrid desde agosto de 1967 hasta abril de 1968. El 24 de septiembre de 1979 había cumplido la edad reglamentaria para la jubilación forzosa y cesaba en el servicio activo.
Isidoro Martín Martínez fue padre de familia numerosa. Falleció en Madrid el 3 de agosto de 1990.

## Obras
- Sobre la Iglesia y el Estado, Fundación Universitaria Española, 1989. ISBN 84-7392-320-0
- La revisión del concordato de 1953 en la perspectiva del episcopado Español, Madrid: Fundación Universitaria Española, 1974. ISBN 84-400-8128-6